# Reja (mitologia)

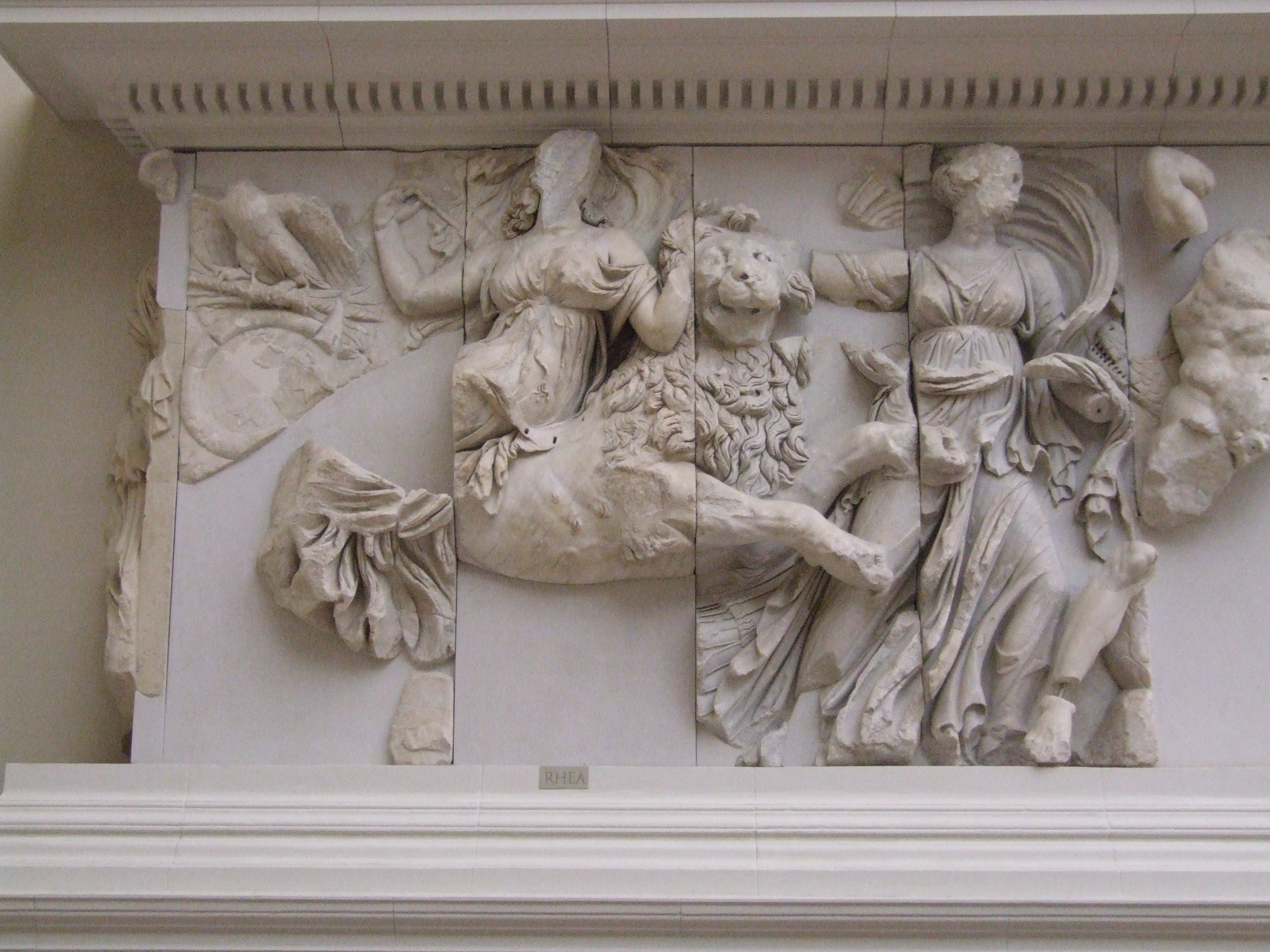
Rea jadąca na lwie, fryz pergameńskiego ołtarza, Muzeum Pergamońskie w Berlinie

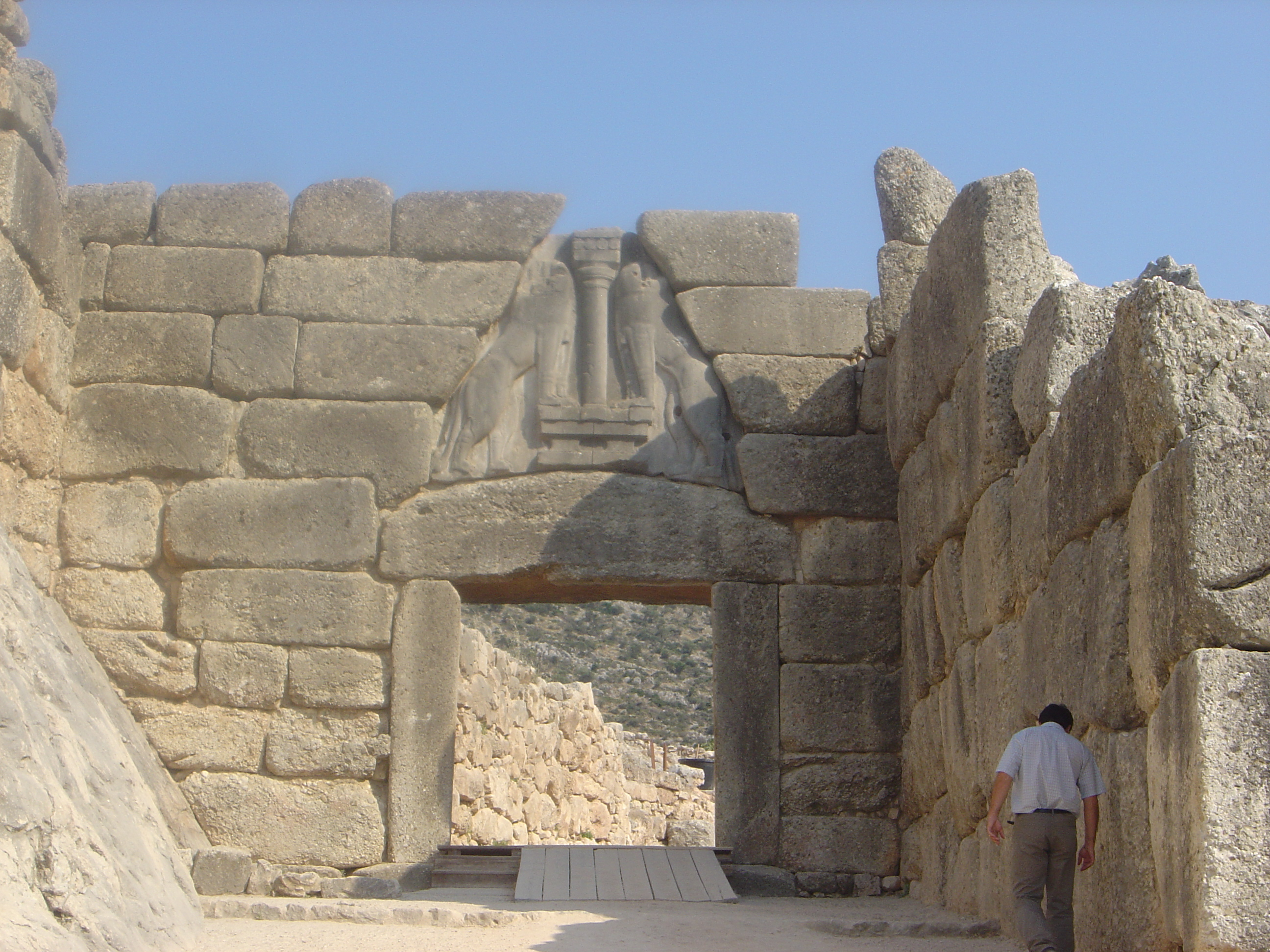
Lwia Brama w Mykenach reprezentująca boginię

Reja (także Rea; gr. Ῥεία Rheía, Ῥέα Rhéa, łac. Rhea) – w mitologii greckiej jedna z tytanid, bogini płodności. Opiekunka dzieci. Utożsamiana z Kybele.

## Rea w mitologii
Uchodziła za córkę Uranosa (Nieba) i Gai (Ziemi). W najwcześniejszej tradycji była silnie kojarzona z Gają i Kybele, Wielką Matką, w klasycznej mitologii stała się rodzicielką wielu bogów i bogiń. Była siostrą i żoną Kronosa, matką Demeter, Hadesa, Hery, Hestii, Posejdona i Zeusa, a także Daktylów. Jej rzymską odpowiedniczką była Ops.
Brat Rei, Kronos, a później jej mąż, wykastrował ich ojca Uranosa. Po tym czynie Kronos ponownie uwięził hekatonchejrów i cyklopów w Tartarze i nakazał pilnować więźniów potworowi Campe (Kampe). On i Rea zasiedli na tronie jako król i królowa bogów.
Rea urodziła kilkoro dzieci, które spłodziła z Kronosem: Hestię, Demeter, Herę, Hadesa, Posejdona, ale wszystkie połknął zaraz po narodzinach, ponieważ dowiedział się od swojej matki, że jedno z jego potomków odbierze mu tron. Lecz gdy narodził się Zeus, Rea wraz z Gają (Ziemią) obmyśliła plan ocalenia dziecka, tak, by Kronos mógł ponieść karę za zło wyrządzone własnym dzieciom. Rea narodziła Zeusa na Krecie, a Kronosowi podała do połknięcia kamień zawinięty w pieluchy. Istnieją dwie wersje miejsca urodzenia Zeusa - na Górze Ajgajon lub Ida na Krecie, drugi przekaz (za tą wersją opowiada się Kallimach) mówi, że Zeus urodził się W Arkadii.
Rea schowała Zeusa w grocie na Górze Ida na Krecie lub w grocie Dikte na Górze Ajgejskiej. Istnieją różne wersje mitu o tym, co później działo się z dzieckiem:
- Był pod opieką Gai. Rea po urodzeniu Zeusa pomodliła się do Gai i uderzyła berłem o skałę. Wypłynął stąd strumień, w którym matka wykąpała nowonarodzone dziecko. Oddała go Matce Ziemi, która zabrała go na Kretę, ukryła w grocie i pozostawiła pod opieką nimf[3].
- Był karmiony przez kozę imieniem Amalteja, podczas gdy grupa kreteńskich kuretów lub frygijskich Korybantów[6], żołnierzy lub pomniejszych bóstw tańczyła, krzyczała i klaskała w ręce, aby Kronos nie słyszał dziecięcego płaczu[2].
- Był pod opieką nimfy Adamantei lub Adrastei i jej siostry Io[4], która karmiła go kozim mlekiem kozy Amaltei, która też była nimfą[4]. Podczas gdy Kronos wędrował po ziemi, niebie i morzu i pożerał dzieci Rei, Adamantea ukrywała Zeusa spuszczając go na linie z drzewa, tak aby dziecko znalazło się pomiędzy niebem, ziemią i morzem, niewidoczny dla ojca[4].

Zeus pokonał Kronosa i zmusił go do wyplucia swych połkniętych dzieci, (poradził matce aby podała mężowi środek wymiotny), a następnie, po tytanomachii zrzucił ojca z tronu.

## Kult Rei
Według Homera, Rea była matką bogów, choć nie tak uniwersalną matką jak Kybele, z którą później była utożsamiana. Pierwotnym centrum jej kultu była Kreta, gdzie według mitu schowała Zeusa przed Kronosem.
W sztuce Rea jest zwykle przedstawiana jako tęga niewiasta w rydwanie ciągniętym przez dwa lwy, w diademie z wież obronnych na głowie, czasem w identyczny sposób, co Kybele. W rękach trzymała gałąź lub wieniec dębowy i klucz.
Lwy były często rzeźbione na miejskich bramach, z których najsłynniejsza jest Lwia Brama w Mykenach.
W Olimpii była świątynia Matki Bogów - Metroon.